# HC 소치
HC 소치(러시아어: ХК Сочи)는 2014년 창단된 러시아 소치의 프로 아이스하키팀이다. 현재 콘티넨탈 하키 리그에 참가하고 있으며 홈구장은 볼쇼이 아이스 돔이다.